# ديان بريتش
ديان بريتش (بالسيريلية الصربية: Дејан Перић) مواليد 22 سبتمبر 1970 في بيتشي، جمهورية يوغوسلافيا الاشتراكية الاتحادية، هو مدرب ولاعب كرة يد صربي سابق لعب كحارس مرمى. يدرب حاليا مع منتخب صربيا لكرة اليد. مثل منتخب صربيا لكرة اليد عندما كان لاعبا. شارك في دورة الألعاب الأولمبية الصيفية سنة 2000. حقق المركز الأول في ألعاب البحر الأبيض المتوسط 1991.

## المسيرة الاحترافية
لعب مع نادي تسليه لكرة اليد في الدوري السلوفيني من سنة 1983 إلى 1986، ثم لعب مع نادي برشلونة لكرة اليد في الدوري الإسباني من سنة 1986 إلى 1990، ثم لعب مع نادي فيسبرم لكرة اليد في موسم 1990–1991، ثم لعب مع نادي أتلتيكو مدريد لكرة اليد في الدوري الإسباني من سنة 1995 إلى 2004، ثم لعب مع بونتيفيدرا من سنة 2006 إلى 2011.

## سجل المنافسة
شارك في البطولات التالية:
- بطولة أوروبا لكرة اليد للرجال 1996
- بطولة أوروبا لكرة اليد للرجال 2016

## الميداليات
| الميدالية | المسابقة                           |
| --------- | ---------------------------------- |
| برونزية   | بطولة العالم لكرة اليد للرجال 1999 |
| برونزية   | بطولة أوروبا لكرة اليد للرجال 1996 |
| ذهبية     | ألعاب البحر الأبيض المتوسط 1991    |

## روابط خارجية
- ديان بريتش على موقع الاتحاد الأوروبي لكرة اليد (الإنجليزية)
- ديان بريتش على موقع أوليمبيديا (الإنجليزية)